# Juzjne
Juzjne (ukrainsk: Ю́жне}, ukrainsk udtale: [ˈjuʒne]; tidligere: Южний, Juzjnyj, oversat som "sydlig") er en havneby i Odessa rajon, Odessa oblast (provins) i det sydvestlige Ukraine. Den ligger ved landets Sortehavskyst. Byen har 32.745 (2021) indbyggere.
Oprindeligt blev byen oprettet som en bebyggelse for industriområdet Odessa Portside Plant i Hryhorivka Estuary, men i 1981 blev den omdannet til en forstad til Odessa i byens Suvorovsky Distrikt. Fra den sydlige havterminal i byens havn starter Odesa-Brody-rørledningen  mod det vestlige Ukraine.
Byens havn Pivdennyi (tidligere Yuzhnyi) er en internationalt vigtig olieterminal og en af Ukraines tre største havne sammen med Odessa og Tjornomorsk. Faktisk er disse tre nærliggende havnebyer vokset til et samlet byområde, og Juzjne betragtes som en satellitby til Odessa.